# Tecnico ortopedico
Il tecnico ortopedico è l'operatore sanitario che, in possesso di titolo universitario triennale abilitante, su prescrizione medica e successivo collaudo, opera la costruzione e/o adattamento, applicazione e fornitura di protesi, ortesi e di ausili sostitutivi, correttivi e di sostegno dell'apparato locomotore, di natura funzionale e d'estetica, di tipo meccanico o che utilizzano l'energia esterna o energia mista corporea ed esterna, mediante rilevamento diretto sul paziente di misure e modelli. 
Il tecnico ortopedico, nell'ambito delle proprie competenze: 
1. addestra il disabile all'uso delle protesi e delle ortesi applicate. Svolge, in collaborazione con il medico, assistenza tecnica per la fornitura, la sostituzione e la riparazione delle protesi e delle ortesi applicate;
2. collabora con altre figure professionali al trattamento multidisciplinare previsto nel piano di riabilitazione;
3. è responsabile dell'organizzazione, pianificazione e qualità degli atti professionali svolti nell'ambito delle proprie mansioni.

In Italia, il tecnico ortopedico esercita la sua attività professionale in strutture sanitarie, pubbliche o private, in regime di dipendenza o libero-professionale secondo il Decreto Ministeriale 665/94
Fa parte delle professioni tecnico sanitarie-assistenziale, il tecnico ortopedico svolge la sua attività con autonomia professionale.